# Trạch Ngụy
Ngụy (tiếng Trung: 魏; bính âm: Wèi) là một nước của người Đinh Linh vào thời Ngũ Hồ thập lục quốc trong lịch sử Trung Quốc, tồn tại từ năm 388 đến 392. Quốc gia này do gia tộc họ Trạch nên thường được sử gọi là Trạch Nguỵ (tiếng Trung: 翟魏; bính âm: Zhài Wèi) để phân biệt với các nước Ngụy khác trong lịch sử.
Người sáng lập ra đất nước là Trạch Liêu, ông trước đó thường thay đổi trước việc là chư hầu của Hậu Yên, Tây Yên hoặc Đông Tấn, và vào năm 388, sau khi đề nghị hòa giải cuối cùng với Hậu Yên của ông bị Mộ Dung Thùy từ chối, ông đã tuyên bố lập ra đất nước của mình, lãnh thổ của đất nước này tương ứng với trung bộ và đông bộ của tỉnh Hà Nam hiện nay. Năm 392, nước Ngụy (khi đó đang dưới quyền cai trị của con trai Trạch Liêu là Trạch Chiêu) đã bị quân Hậu Yên tiêu diệt. Do có kích thước lãnh thổ tương đối nhỏ và thời gian tồn tại ngắn ngủi nên Ngụy thường không được các sử gia tình vào Thập lục quốc.
Những người cai trị Trạch Ngụy sử dụng tước hiệu "Thiên vương", gần tương ứng với hoàng đế.

## Quân chủ Đinh Linh, Trạch Ngụy

### Thủ lĩnh Tây Đinh Linh
| Danh tính   | Hán tự | Thời gian tại vị |
| ----------- | ------ | ---------------- |
| Trạch Bân   | 翟斌   | 330—384          |
| Trạch Chân  | 翟真   | 384—385          |
| Trạch Thành | 翟成   | 385              |
| Trạch Liêu  | 翟遼   | 385—388          |

### Thiên Vương nước Trạch Ngụy
| Miếu hiệu | Thụy hiệu | Tên họ      |      | Thời gian trị vì | Niên hiệu                 |
| --------- | --------- | ----------- | ---- | ---------------- | ------------------------- |
| Uy Tông   | không     | Trạch Liêu  | 翟遼 | 388-391          | Kiến Quang (建光) 388-391 |
| không     | không     | Trạch Chiêu | 翟釗 | 391-392          | Định Đỉnh (定鼎) 391-392  |

## Phả hệ
|                             |                             |                             |                             |                             |                             |  |  |                           |                           |                           |                           |                           |                           |  |  | □                                          |                                           |                                           |                                           |                                           |                                           |  |  |                 |                 |                 |                 |                 |                 |  |  |                 |                 |                 |                 |                 |                 |  |  |  |  |  |  |  |  |  |  |  |  |  |  |  |  |  |  |
|                             |                             |                             |                             |                             |                             |  |  |                           |                           |                           |                           |                           |                           |  |  |                                            |                                           |                                           |                                           |                                           |                                           |  |  |                 |                 |                 |                 |                 |                 |  |  |                 |                 |                 |                 |                 |                 |  |  |  |  |  |  |  |  |  |  |  |  |  |  |  |  |  |  |
|                             |                             |                             |                             |                             |                             |  |  |                           |                           |                           |                           |                           |                           |  |  |                                            |                                           |                                           |                                           |                                           |                                           |  |  |                 |                 |                 |                 |                 |                 |  |  |                 |                 |                 |                 |                 |                 |  |  |  |  |  |  |  |  |  |  |  |  |  |  |  |  |  |  |
| □                           | □                           | □                           | □                           | □                           | □                           |  |  | □                         | □                         | □                         | □                         | □                         | □                         |  |  | Thái Tổ Trạch Bân ?-330-384                | Thái Tổ Trạch Bân ?-330-384               | Thái Tổ Trạch Bân ?-330-384               | Thái Tổ Trạch Bân ?-330-384               | Thái Tổ Trạch Bân ?-330-384               | Thái Tổ Trạch Bân ?-330-384               |  |  | Trạch Đàn ?-384 | Trạch Đàn ?-384 | Trạch Đàn ?-384 | Trạch Đàn ?-384 | Trạch Đàn ?-384 | Trạch Đàn ?-384 |  |  | Trạch Mẫn ?-384 | Trạch Mẫn ?-384 | Trạch Mẫn ?-384 | Trạch Mẫn ?-384 | Trạch Mẫn ?-384 | Trạch Mẫn ?-384 |  |  |  |  |  |  |  |  |  |  |  |  |  |  |  |  |  |  |
| □                           | □                           | □                           | □                           | □                           | □                           |  |  | □                         | □                         | □                         | □                         | □                         | □                         |  |  | Thái Tổ Trạch Bân ?-330-384                | Thái Tổ Trạch Bân ?-330-384               | Thái Tổ Trạch Bân ?-330-384               | Thái Tổ Trạch Bân ?-330-384               | Thái Tổ Trạch Bân ?-330-384               | Thái Tổ Trạch Bân ?-330-384               |  |  | Trạch Đàn ?-384 | Trạch Đàn ?-384 | Trạch Đàn ?-384 | Trạch Đàn ?-384 | Trạch Đàn ?-384 | Trạch Đàn ?-384 |  |  | Trạch Mẫn ?-384 | Trạch Mẫn ?-384 | Trạch Mẫn ?-384 | Trạch Mẫn ?-384 | Trạch Mẫn ?-384 | Trạch Mẫn ?-384 |  |  |  |  |  |  |  |  |  |  |  |  |  |  |  |  |  |  |
| Thế Tổ Trạch Chân ?-384-385 | Thế Tổ Trạch Chân ?-384-385 | Thế Tổ Trạch Chân ?-384-385 | Thế Tổ Trạch Chân ?-384-385 | Thế Tổ Trạch Chân ?-384-385 | Thế Tổ Trạch Chân ?-384-385 |  |  | Minh Đế Trạch Thành ?-385 | Minh Đế Trạch Thành ?-385 | Minh Đế Trạch Thành ?-385 | Minh Đế Trạch Thành ?-385 | Minh Đế Trạch Thành ?-385 | Minh Đế Trạch Thành ?-385 |  |  | Ngụy Uy Tông Trạch Liêu ?-385-388 388-391  | Ngụy Uy Tông Trạch Liêu ?-385-388 388-391 | Ngụy Uy Tông Trạch Liêu ?-385-388 388-391 | Ngụy Uy Tông Trạch Liêu ?-385-388 388-391 | Ngụy Uy Tông Trạch Liêu ?-385-388 388-391 | Ngụy Uy Tông Trạch Liêu ?-385-388 388-391 |  |  |                 |                 |                 |                 |                 |                 |  |  |                 |                 |                 |                 |                 |                 |  |  |  |  |  |  |  |  |  |  |  |  |  |  |  |  |  |  |
| Thế Tổ Trạch Chân ?-384-385 | Thế Tổ Trạch Chân ?-384-385 | Thế Tổ Trạch Chân ?-384-385 | Thế Tổ Trạch Chân ?-384-385 | Thế Tổ Trạch Chân ?-384-385 | Thế Tổ Trạch Chân ?-384-385 |  |  | Minh Đế Trạch Thành ?-385 | Minh Đế Trạch Thành ?-385 | Minh Đế Trạch Thành ?-385 | Minh Đế Trạch Thành ?-385 | Minh Đế Trạch Thành ?-385 | Minh Đế Trạch Thành ?-385 |  |  | Ngụy Uy Tông Trạch Liêu ?-385-388 388-391  | Ngụy Uy Tông Trạch Liêu ?-385-388 388-391 | Ngụy Uy Tông Trạch Liêu ?-385-388 388-391 | Ngụy Uy Tông Trạch Liêu ?-385-388 388-391 | Ngụy Uy Tông Trạch Liêu ?-385-388 388-391 | Ngụy Uy Tông Trạch Liêu ?-385-388 388-391 |  |  |                 |                 |                 |                 |                 |                 |  |  |                 |                 |                 |                 |                 |                 |  |  |  |  |  |  |  |  |  |  |  |  |  |  |  |  |  |  |
|                             |                             |                             |                             |                             |                             |  |  |                           |                           |                           |                           |                           |                           |  |  | Ngụy Thiên Vương Trạch Chiêu ?-391-392-393 |                                           |                                           |                                           |                                           |                                           |  |  |                 |                 |                 |                 |                 |                 |  |  |                 |                 |                 |                 |                 |                 |  |  |  |  |  |  |  |  |  |  |  |  |  |  |  |  |  |  |